# Parafia św. Jana Pawła II w Zgierzu
Parafia św. Jana Pawła w Zgierzu – parafia rzymskokatolicka, znajdująca się w archidiecezji łódzkiej, w dekanacie zgierskim.
Według stanu na miesiąc luty 2017 liczba wiernych w parafii wynosiła 1000 osób.

## Proboszczowie
- 2016 – 2022 ks. kanonik Łukasz Tarnawski[2]
- 2022 – ks. Tomasz Mackiewicz[2]